# Фрајикур
Фрајикур (фр. Fraillicourt) насеље је и општина у североисточној Француској у региону Шампањ-Арден, у департману Ардени која припада префектури Ретел.
По подацима из 2011. године у општини је живело 199 становника, а густина насељености је износила 13,83 становника/km². Општина се простире на површини од 14,39 km². Налази се на средњој надморској висини од 142 метара.

## Демографија
| 1962. | 1968. | 1975. | 1982. | 1990. | 1999. | 2011. |
| ----- | ----- | ----- | ----- | ----- | ----- | ----- |
| 272   | 300   | 257   | 226   | 212   | 204   | 199   |

График промене броја становника у току последњих година